# Toronto Fringe Festival

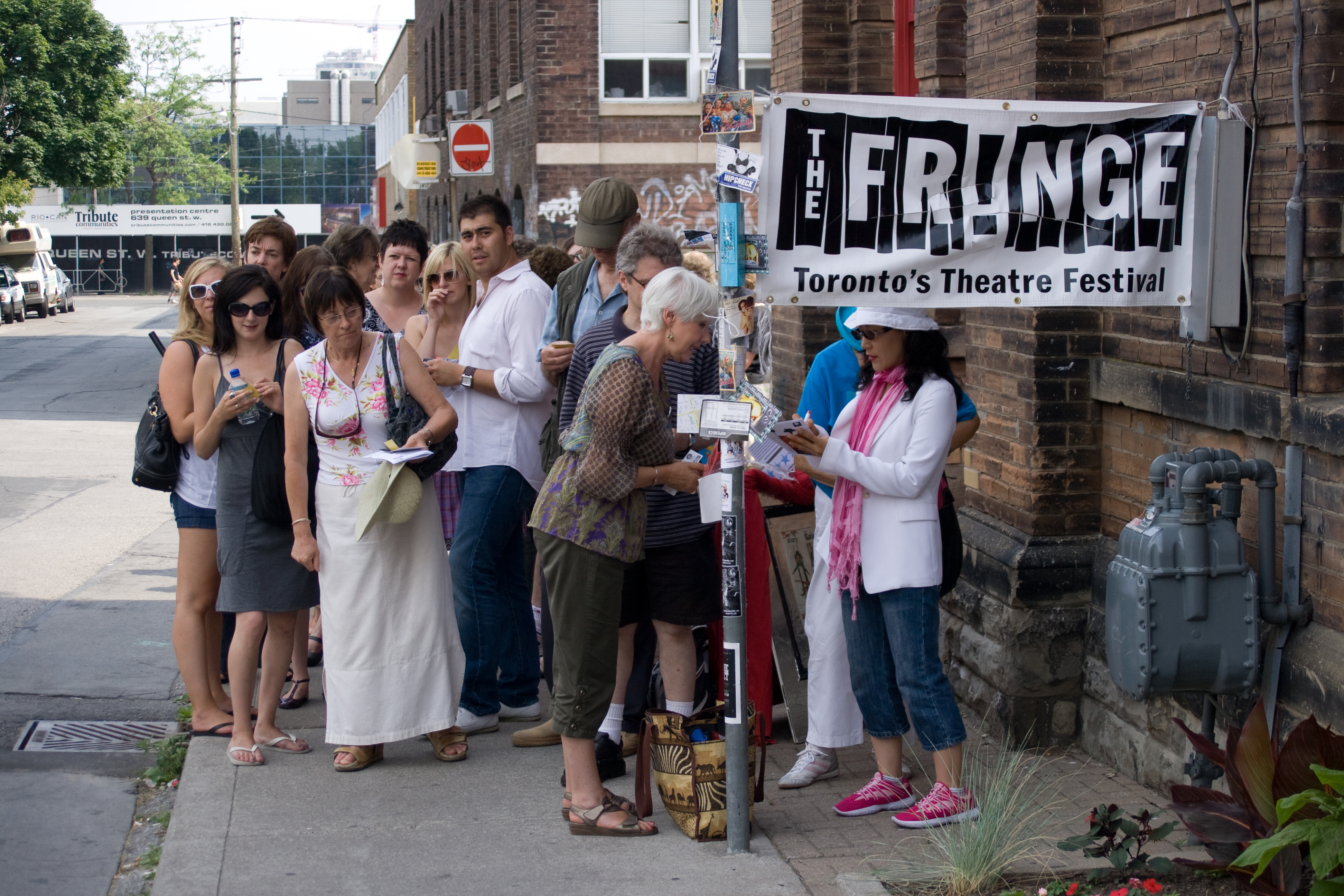
Il pubblico si avvicina all'esecutore durante il Toronto Fringe al Theatre Passe Muraille

Il Toronto Fringe Festival è un festival teatrale annuale, che presenta opere di artisti sconosciuti o famosi senza giuria, che si hanno luogo nei teatri di Toronto, Ontario, Canada. Si tratta di un'organizzazione di beneficenza senza scopo di lucro registrata. Diverse produzioni originariamente montate al Fringe sono state successivamente rimontate per un pubblico più ampio, compreso il musical vincitore del Tony Award The Drowsy Chaperone.

## Caratteristiche
Il Toronto Fringe Festival è iniziato nel 1989. Oggi il festival presenta oltre 150 produzioni individuali dal Canada e da tutto il mondo. È noto per non avere una giuria per giudicare quali opere verranno presentate. Invece utilizza un sistema di lotteria che dà ad ogni commedia le stesse possibilità. Dipende principalmente da volontari, donatori/sponsor e sovvenzioni governative. Una caratteristica notevole è il concorso di sceneggiatura di 24 ore in cui i concorrenti scrivono un'opera teatrale in un giorno sulla base di elementi selezionati dal Fringe e la commedia vincitrice viene eseguita l'ultimo giorno del festival.

### The Next Stage Festival
Nel 2008 "The Fringe of Toronto" ha lanciato un secondo festival chiamato The Next Stage Festival (NSTF) che si svolge ogni anno a gennaio. A differenza del festival estivo, NSTF viene giudicato e presenta progetti sia nuovi che rimontati di "Fringe Artists". Inoltre, a differenza del Fringe Festival estivo, NSTF presenta solo 8 produzioni.
NSTF è stato il primo passo importante nell'organizzazione che si è ramificata in un'organizzazione di supporto tutto l'anno che offre molte opportunità ad artisti e amanti dell'arte. Dal lancio di NSTF The Toronto Fringe ha anche introdotto una serie di programmi di sensibilizzazione degli artisti tra cui The Fringe Evolution Fund per aiutare i produttori indipendenti a rimontare i loro spettacoli al di fuori del festival e programmi di sensibilizzazione dei giovani tra cui 10x10x10 che distribuisce rapidamente 1.000 abbonamenti ai giovani che hanno la priorità dentro e fuori Toronto.

### Fringe Club
Nel 2010 il Toronto Fringe ha lanciato un nuovo e ampliato Fringe Club con intrattenimento serale gratuito, un tendone della birra ampliato, un palcoscenico pubblico chiamato Postscript Patio, installazioni artistiche chiamate Fringe-Pretty-Things e servizio di ristorazione fornito da ristoranti locali. Il 2011 ha visto l'inaugurazione di un'altra espansione, questa volta un appuntamento fisso tutto l'anno chiamato The Fringe Creation Lab. Il Creation Lab è la nuova sede del Toronto Fringe e della comunità delle arti indie. Il Lab è composto da due spazi studio e dall'ufficio amministrativo Toronto Fringe, entrambi ospitati al 4º piano del Center for Social Innovation nella dépendance, a pochi passi dalla stazione di Bathurst. Entrambi i monolocali possono essere affittati da chiunque in qualsiasi momento per fare quello che vuole. Gli spazi possono essere affittati a vari livelli di sovvenzione, in base all'ordine di arrivo. Gli studi sono già un vivace centro artistico, prenotabile a tutte le ore del giorno e della notte, dove gli artisti possono concentrarsi sul loro mestiere e connettersi con la loro comunità senza spendere troppo.

### Produzioni importanti
Alcune notevoli produzioni comprendono Da Kink in My Hair di Trey Anthony, vincitore del Cultural Diversity Drama Competition, presentato in anteprima come pilota televisivo di un programma ora in produzione da VisionTV nel 2004 e successivamente adattato in una serie TV settimanale di mezz'ora nel 2007-8 da Global Television Network; My Own Private Oshawa, uno spettacolo personale di Jonathan Wilson che fu successivamente adattato in un film e The Drowsy Chaperone, che è andato a Broadway e in diversi tour mondiali. Nel 2009 My Mother's Lesbian Jewish-Wiccan Wedding è stato ripreso dalla Mirvish Productions al festival e ha aperto solo tre mesi dopo al Panasonic Theatre di Toronto. Kim's Convenience di Ins Choi,vincitore del premio Best New Play nel 2011, è stato rimontato nel 2012 dal Soulpepper Theatre ed è diventato la serie TV di successo Kim's Convenience.